# Nickelodeon Sonic
Nickelodeon Sonic é um canal de televisão infantil indiana, foi operado pela Viacom 18 como parte da marca Nickelodeon.

## História
A Viacom 18 lançou o canal em dezembro de 2011. Quando lançou o canal, a maioria dos shows de ação foi ao ar como Power Rangers , Kung Fu Panda e Teenage Mutant Ninja Turtles . Em maio de 2016, o canal foi remarcado com o slogan "Destino de comédia e ação de alto decibel" e recebeu um novo logotipo.
Desde o advento da nova marca, o canal agora se concentra na comédia, com alguns shows trocados do canal principal de Nick.